# Ilex maximowicziana
Ilex maximowicziana är en järneksväxtart som beskrevs av Ludwig Eduard Loesener. Ilex maximowicziana ingår i släktet järnekar, och familjen järneksväxter. Inga underarter finns listade i Catalogue of Life.